# Wilhelm Schnyder
Wilhelm Rudolf Schnyder (ur. 24 stycznia 1894, zm. 12 marca 1946 w Balsthal) – szwajcarski strzelec, olimpijczyk, multimedalista mistrzostw świata. Ojciec Rudolfa, medalisty olimpijskiego w strzelectwie.
Schnyder wystąpił w dwóch konkurencjach podczas Letnich Igrzysk Olimpijskich 1924. Indywidualnie uplasował się na 41. pozycji w karabinie małokalibrowym leżąc z 50 m. Wraz z drużyną zajął czwarte miejsce w karabinie dowolnym (skład zespołu: Jakob Reich, Arnold Rösli, Wilhelm Schnyder, Conrad Stucheli, Albert Tröndle).
Na przestrzeni lat 1922–1933, Wilhelm Schnyder zdobył 19 medali na mistrzostwach świata, w tym 14 złotych, 2 srebrne i 3 brązowe. Najwięcej zwycięstw odniósł w drużynowym strzelaniu z pistoletu dowolnego z 50 m (8), zaś największą liczbę medalowych pozycji osiągnął na turnieju w 1930 roku (4). Indywidualnie wywalczył 10 medali, w tym 6 złotych (4 w pistolecie dowolnym z 50 metrów i 2 w karabinie wojskowym klęcząc z 300 m).

## Wyniki

### Igrzyska olimpijskie
| Igrzyska | Konkurencja                       | Wynik                            | Miejsce | Źródło |
| -------- | --------------------------------- | -------------------------------- | ------- | ------ |
| IO 1924  | Karabin dowolny, drużynowo        | 635 pkt. (druż.) 127 pkt. (ind.) | 4       | [ 2 ]  |
| IO 1924  | Karabin małokalibrowy leżąc, 50 m | 376 pkt.                         | 41      | [ 3 ]  |

### Medale mistrzostw świata
Opracowano na podstawie materiałów źródłowych:
| Mistrzostwa     | Konkurencja                           | Wynik             | Miejsce |
| --------------- | ------------------------------------- | ----------------- | ------- |
| Mediolan 1922   | Karabin wojskowy klęcząc, 300 m       | 159 pkt.          |         |
| Mediolan 1922   | Pistolet dowolny, 50 m, drużynowo     | 2553 pkt. (druż.) |         |
| Reims 1924      | Pistolet dowolny, 50 m                | 531 pkt.          |         |
| Reims 1924      | Pistolet dowolny, 50 m, drużynowo     | 2572 pkt. (druż.) |         |
| St. Gallen 1925 | Karabin wojskowy, trzy postawy, 300 m | 488 pkt.          |         |
| St. Gallen 1925 | Pistolet dowolny, 50 m                | 513 pkt.          |         |
| St. Gallen 1925 | Pistolet dowolny, 50 m, drużynowo     | 2465 pkt. (druż.) |         |
| Rzym 1927       | Pistolet dowolny, 50 m                | 532 pkt.          |         |
| Rzym 1927       | Pistolet dowolny, 50 m, drużynowo     | 2573 pkt. (druż.) |         |
| Loosduinen 1928 | Pistolet dowolny, 50 m                | 530 pkt.          |         |
| Loosduinen 1928 | Pistolet dowolny, 50 m, drużynowo     | 2581 pkt. (druż.) |         |
| Sztokholm 1929  | Pistolet dowolny, 50 m, drużynowo     | 2651 pkt. (druż.) |         |
| Antwerpia 1930  | Karabin wojskowy klęcząc, 300 m       | 159 pkt.          |         |
| Antwerpia 1930  | Karabin wojskowy stojąc, 300 m        | 137 pkt.          |         |
| Antwerpia 1930  | Pistolet dowolny, 50 m                | 533 pkt.          |         |
| Antwerpia 1930  | Pistolet dowolny, 50 m, drużynowo     | 2649 pkt. (druż.) |         |
| Lwów 1931       | Karabin wojskowy klęcząc, 300 m       | 159 pkt.          |         |
| Lwów 1931       | Pistolet dowolny, 50 m, drużynowo     | 2608 pkt. (druż.) |         |
| Grenada 1933    | Pistolet dowolny, 50 m, drużynowo     | 2587 pkt. (druż.) |         |